# Надвовчанський заказник
Надвовча́нський зака́зник — ландшафтний заказник місцевого значення в Україні. Заказник розташований на північному заході Васильківського району Дніпропетровської області.
Територія заказника включає балкову систему лівобережної частини басейну Вовчої та деякі балки, які є правими притоками Середньої Терси й Малої Терси. Також до заказника відноситься ділянка високого лівого берега Вовчої, яка вкрита степовими та деревно-чагарниковими ареалами.
Площа заказника — 1059,47 га, створений у 2009 році. 